# Buda de Ibiraçu
Grande Buda de Ibiraçu às margens da BR-101
O Grande Buda de Ibiraçu é uma estátua de Buda localizada no Mosteiro Zen Morro da Vargem, em Ibiraçu, município de Espírito Santo, Brasil. Com 35 metros de altura, é considerada a maior estátua esculpida do Buda no Ocidente e maior que o Cristo Redentor.

## História
O projeto foi concebido pelo abade do monastério, Daiju Bitti, que coordenou o desenho e produção executada pelo artista plástico Genésio Gomes de Moura e sua família, os mesmos autores de outras estátuas gigantes como o Cristo Protetor de Encantado e a Estátua do Pelé em Três Corações. Com orçamento estimado em 4 milhões de reais, ao todo, mais de 40 profissionais trabalharam em sua construção. Ela pesa cerca de 350 toneladas e é feita em materiais de aço, ferro e concreto.

## Descrição
A estátua fica na Praça Torii, entrada do mosteiro zen-budista de Ibiraçu, que é o maior da América Latina, às margens da BR-101. O monumento é um símbolo religioso que representa o Buda como um ser iluminado, sentado sobre uma flor de lótus como pedestal. Ao lado, há outras 15 estátuas meditativas de Buda, de 2,5 metros de altura cada.
A altura de 35 metros do Buda de Ibiraçu é maior do que a do Cristo Redentor com 30 metros, se contando ambas sem o pedestal. Levando-se em consideração o pedestal, o conjunto possui 38 metros de altura, mesma altura do Cristo Redentor considerando-se também sua base.
Tornou-se um ponto de atração turística na região. Sua inauguração, prevista para setembro de 2020, foi adiada devido a atraso na obra e à pandemia de COVID-19. A cerimônia de abertura dos olhos (keigen) foi realizada em dezembro de 2020, de maneira remota por transmissão à internet, celebrada pelo líder espiritual Minamizawa Zenji. Isso conferiu-lhe um "batismo espiritual", que a tornou considerada uma "estátua com alma". Uma inauguração oficial aberta ao público no local foi agendada ao dia 28 de agosto de 2021.
Para a comemoração de 50 anos do mosteiro em 2024, planeja-se a construção de um museu de cultura budista dentro do monumento e de uma capela de Nossa Senhora da Penha ao lado, para simbolizar o diálogo inter-religioso.